# 4hero
4hero is een muziekgroep bestaande uit Mark Clair & Dennis McFarlane, alias Mark Mac en Dego. 4hero en hun label Reinforced Records worden beschouwd als pioniers binnen het jungle- en drum-'n-bassgenre. Hun meest geprezen werk is het album Two Pages, dat werd genomineerd voor de Mercury Music Prize. Het album groeit uit tot een absolute klassieker. De groep is in Nederland onder meer bekend door hun vertolking van Les Fleurs uit 2001 (oorspronkelijk van Minnie Riperton). Dit nummer werd in 2004 gebruikt in een reclamespotje voor de Ierse likeur Baileys.
Naast 4Hero hebben Clair en McFarlane beide sinds het midden van de jaren negentig zeer productieve solocarrières. Onder een groot aantal namen brengen ze diverse stijlen muziek uit. Sinds 2010 zijn ze vooral solo bezig en is 4hero inactief.

## Ravekwartet
Mark Clair begint in de muziek in de jaren tachtig als hij actief is bij de radiopiraat Strong Island FM. Hier ontmoet hij Gus Lawrence. In 1989 richten ze samen het Reinforced Records label op en beginnen. Samen met Dennis McFarlane en Ian Bardouille richten ze dan de formatie 4hero op waarmee ze ravemuziek beginnen op te nemen voor het eigen label. In 1990 wordt de track Mr. Kirk's nightmare van de ep Combat dancin het eerste succesje. De plaat slaat met zijn herkenbare Star Trek-gimmick goed aan bij dj's. in 1991 volgt het album In rough territory, dat vol staat met onversneden rave.

## Drum and bass
In 1992 wordt de formatie uitgedund. Gus en Ian verlaten de groep en Mark en Dego blijven over. De jaren daarop koersen ze richting de opkomende drum-'n-bass. In 1993 werken ze kortstondig samen met Goldie voor het project Internal affairs. Een jaar later brengen ze met Parallel Universe (1995) een van de toonaangevende platen uit. Door het magazine NME wordt de plaat als tweede genoemd bij de beste dancealbums van dat jaar. In 1995 brengen ze ook een album uit als Jacob's Optical Stairway, waarom ze een brug slaan met Detroit-techno. In 1997 maken ze een remix voor het nummer I am the black gold of the sun van Nuyorican Soul, een project van Masters at Work. Louie Vega prijst het als een van de beste remixes die hij ooit hoorde.Het tweetal houdt zich ook met meerdere soloprojecten bezig. Zo start Marc in 1994 het Nu Era-project, waarmee hij zich op het pad van techno begeeft. Ook brengt hij steviger clubwerk als Manix. Dego is actief als Tek9 waarmee hij veel singles en enkele albums uitbrengt. Ook produceert hij enkele tracks voor het succesalbum Let No-One Live Rent Free In Your Head (1996) van Nicolette.

## Richting jazz en soul
Wat volgt is het ambitieuze albumproject Two pages. Het dubbelalbum laat de twee kanten van het duo zien. Een rustige kant met invloeden van jazz en soul. Maar ook een harde kant met futuristische drum-'n-bass. De thematiek die het hele album dekt is astronomie met de nodige verwijzingen naar buitenaardse zaken in het heelal. Op het album staat ook een bijdrage van spoken word-artieste Ursula Rucker, wiens eigen carrière hiermee een boost krijgt. Het album krijgt lovende kritieken en verkoopt 200.000 maal. Van het album wordt ook een extra album met remixes uitgebracht onder de naam Two Pages Reinterpretations (1999) met remixes van Jazzanova en Ron Trent. Op het album staat ook een remix van Masters at Work als wederdienst. Ze werken ook samen met housezangeres Ultra Nate, waarvoor ze een nummer opnemen voor haar album Stranger Than Fiction (2000) en produceren voor de albums van Ursula Rucker.
In 2001 keert het duo weer terug met Creating patterns waar ze duidelijk kiezen voor hun warme kant van jazz en soul. Hiermee wordt 4hero meer een broken beats-act. De bewerking van Les Fleurs van Minnie Riperton wordt ook in Nederland een kleine hit, niet in de laatste plaats door een opvallende animatieclip. Ook staan er bijdragen op van Terry Callier, Jill Scott en opnieuw Ursula Rucker. De koers die is ingezet wordt in 2007 gecontinueerd met Play with the Changes. In 2009 volgt er nog Extenstions dat coverversies van hun nummers bevat. In 2010 brengen ze ook een verzamelalbum uit met oude nummers van het zijproject Cold mission. Tussentijds produceert Mac ook een aantal tracks van het album 	
International Affairs (2002) voor Vikter Duplaix.

## 4Hero op een laag pitje
Na 2010 komt 4hero voor een onbepaalde tijd stil te liggen. Officieel zijn ze niet uit elkaar, maar er wordt nog sporadisch samengewerkt. Mark Clair gaat solo aan de slag en is daarbij buitengewoon productief. Onder zijn eigen naam brengt hij albums met instrumentale funk en hiphop uit. Hij begint ook een nieuw soloproject onder de naam Visioneers. Dit werk is meer gericht op hiphop. In 2012 brengt hij daarmee het album Hipology uit. Ook blaast hij zijn oude alter ego's Manix en Nu Era weer nieuw leven in met de albums Living in the past en The Third Adam. McFarlane is erg actief op het eigen label 2000Black, waarop hij ook vele soloalbums uitbrengt. Ook participeert hij in vele projecten. Hij werkt daarbij veel samen met Kaidi Thatham.

## Discografie

### Albums
- In Rough Territory (1991)
- Parallel universe (1994)
- Jacob's Optical Stairway - Jacob's Optical Stairway (1995)
- Two Pages (1998)
- Two Pages Reinterpretations (1999)
- Creating Patterns  (2001)
- The Remix album vol. 1 (2004)
- Play With the changes (2007)
- Extensions (2009)
- Cold mission - Blow the circuit (2010)

### Albums Marc Clair solo
- Nu Era - Beyond Gravity (1994)
- Maximum Style (ft. JB Rose)– Keep The Fire (2000)
- How About A Game Of Chess? (2005)
- Visioneers – Dirty Old Hip Hop (2006)
- It's Right To Be Civil (2006)
- T.R.A.C. - The Network (2011)
- Visioneers - Hipology (2012)
- Nu Era - The Third Adam (2013)
- Manix - Living in the past (2013)
- Message From Soulville (2013)
- Nu Era - Nouveau Syntetic compositions (2014)
- Extend The Knowledge (2016)
- Generation-X (2016)
- Manix - Hypnosis (2018)
- Fourth kind - Fourth kind (2018)
- Blue Tape Instrumentals (2019)
- All Power To The People (2019)
- Nu Era - Evolve (2019)
- Red Tape Instrumentals (2019)
- The Invisible Soldiers (2020)

### Albums Dego McFarlane solo
- Tek 9 - It's Not What You Think It Is !?!! (1996)
- Tek 9 - Simply (1999)
- Pavel Kostiuk – 2000 Black Presents Pavel Kostiuk And The Musicals (2002)
- Tatham, Mensah, Lord & Ranks - Tatham, Mensah, Lord & Ranks (2002)
- DKD - Future rage (2003)
- Silhouette Brown - Silhouette Brown (2004)
- 2000Black - A Next Set A Rockers (2008)
- Silhouette Brown - Two (2010)
- Dego - A Wha' Him Deh Pon? (2011)
- Dego - The More Things Stay The Same (2015)
- Dego (ft. Kaidi Thatham) – A So We Gwarn (2017)
- Dego - Too Much (2019)
- Tek 9 - Tek 9 (2019)